# Li Ka Shing
Li Ka-Shing (李嘉誠T; Chaozhou, 13 giugno 1928) è un imprenditore hongkonghese, con cittadinanza canadese (dal 1983) e cinese (dal 1º luglio 1997), presidente e uno dei maggiori azionisti del gruppo CK Hutchison che opera in 55 paesi del mondo e occupa 270.000 persone.

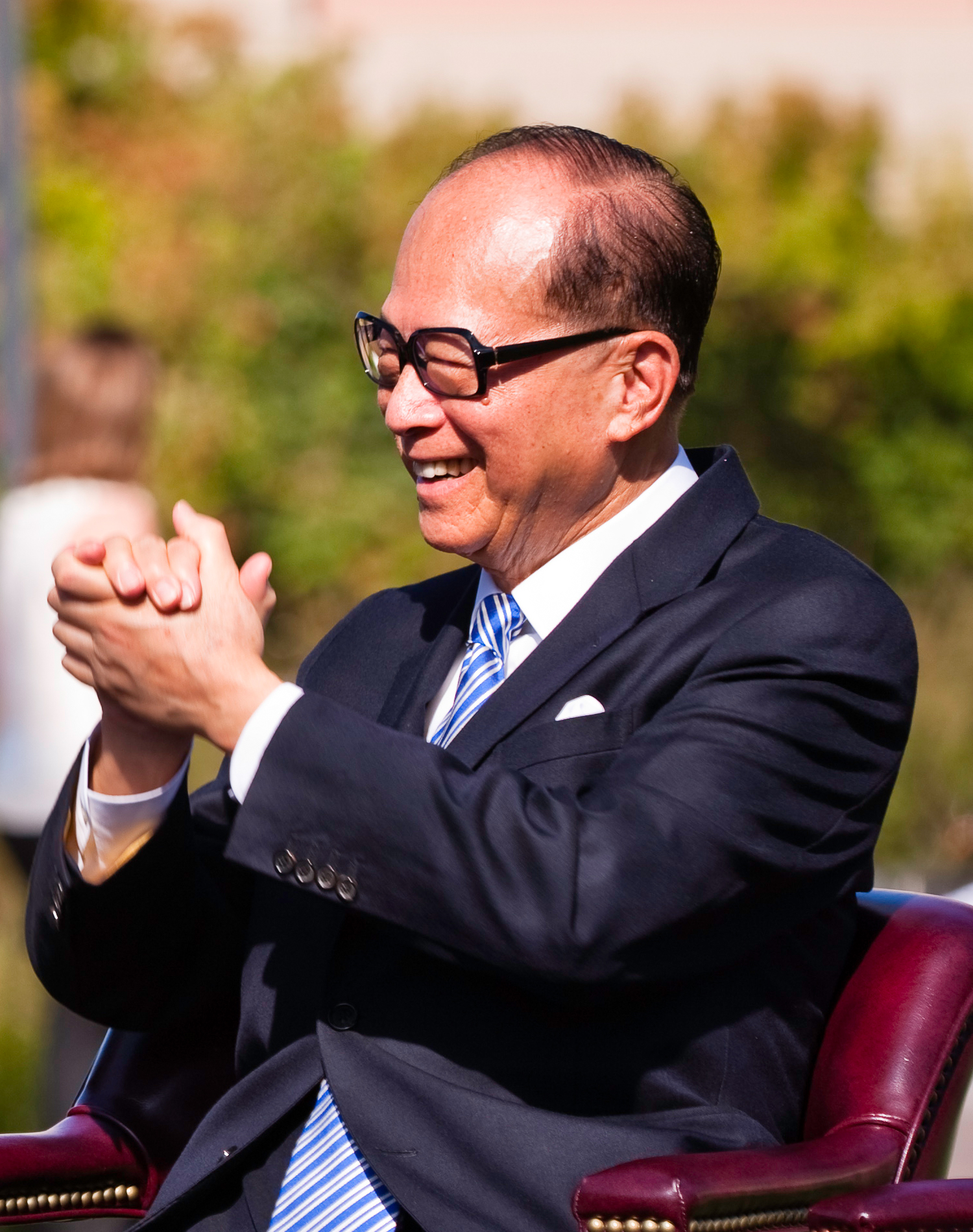
Li Ka Shing nel 2010

Li è un miliardario, la persona più ricca di Hong Kong e la 38* nel mondo. Secondo Forbes, nel 2024 il suo patrimonio ammonta a 37,3 miliardi di dollari.
Nonostante la sua enorme ricchezza, conduce uno stile di vita abbastanza normale, non essendo amante degli eccessi e dello sfarzo esagerato. È inoltre uno dei filantropi più importanti al mondo, con donazioni e progetti organizzati attraverso l'omonima Fondazione Li Ka Shing, e parte della lista degli uomini più generosi del mondo della Forbes. Per la sua abilità negli affari Li è stato spesso chiamato "Superman Li" a Hong Kong.

## Biografia
Li Ka-Shing è nato a Chaozhou (nella Provincia di Guangdong, Cina) nel 1928 da Li Yun-ching (1898–1943) e Cheung Bik-chin (1893–1984). Nel 1940 la sua famiglia si spostò a Hong Kong per evitare i disordini presenti in Cina in quegli anni in seguito alla seconda guerra sino-giapponese e furono costretti a chiedere alloggio presso uno zio benestante. La condizione economica e sociale di cui godeva questo zio era tale da renderlo di un'arroganza che Li non avrebbe dimenticato per il resto della sua vita: sarà proprio il disprezzo verso lo zio ricco a spingerlo a ritagliarsi un ruolo di prestigio nel mondo.

## Carriera

### Produzione di materie plastiche
Il padre di Li perse la vita pochi anni dopo il trasferimento a causa di una tubercolosi. Per questo Li fu costretto a lasciare la scuola a 15 anni e a cercarsi un lavoro: la sua prima occupazione fu in una fabbrica di materie plastiche in cui era costretto a lavorare anche 16 ore al giorno. Nel 1950, grazie al suo lavoro e con fondi provenienti da amici, parenti e contatti di lavoro che aveva sviluppato da venditore, riuscì a mettere da parte il denaro per aprire una propria attività nel settore della plastica, che chiamò Cheung Kong Industries. Cominciò a leggere pubblicazioni commerciali per informarsi di più. Alla fine decise di lanciarsi nella produzione dei fiori di plastica di "alta qualità e basso costo"; per raggiungere tale obiettivo studiò come mischiare i colori affinché il risultato finale mimasse il colore naturale dei fiori. Li decise poi di investire più capitale assumendo i migliori tecnici e migliorando l'aspetto della fabbrica. Nel tempo divenne uno dei maggiori produttori di fiori di plastica in Asia.

### Edilizia
Nel 1958, non essendo in grado di rinnovare il contratto d'affitto del suo stabilimento, Li si vide costretto ad acquistarne uno tutto suo. Grazie alle rivolte del 1967, i prezzi dei terreni scesero incredibilmente, in quanto molte persone decisero di svenderli per poter fuggire verso Hong Kong. Li credeva che la crisi sarebbe finita di lì a breve e perciò decise di comprare quanti più terreni possibile. Alla fine del 1971, chiamò la sua impresa edilizia Cheung Kong (長江實業), in onore del fiume Yangtze, il più lungo fiume della Cina.
Cheung Kong Holdings è quotata alla Borsa di Hong Kong dal 1972.
Nel 1984, la società ha trasferito il proprio domicilio legale da Hong Kong a un altro territorio britannico d'oltremare, le Bermuda, in previsione del trasferimento della sovranità di Hong Kong alla Repubblica popolare cinese nel 1997. 
Nel tentativo di portare avanti le dismissioni di beni a Hong Kong e nella Cina continentale, Li ha accettato di vendere The Center, il quinto grattacielo più alto di Hong Kong. Con un valore di 40,2 miliardi di dollari HK (5,15 miliardi di dollari USA), l'accordo costituisce la più grande vendita mai realizzata di spazi per uffici nella regione dell'Asia-Pacifico. Li ha venduto il complesso Century Link a Shanghai per 2,95 miliardi di dollari, la seconda transazione più grande per un singolo edificio, secondo il Financial Times. 
Durante il 2014 Li vendette quasi tutte le sue proprietà immobiliari in Cina. ispirato da un articolo di Simon Black

### Attività portuale
Nel 1979 Li acquistò la compagnia di bandiera Hutchison Whampoa da Hong Kong Bank (HSBC). La transazione creò un conglomerato con interessi in diversi settori industriali. La sezione più importante risultò essere quella dei servizi portuali connessi ai container in diverse parti del mondo, tra cui Hong Kong, Canada, Cina, Regno Unito, Rotterdam, Panama, Bahamas e in molti paesi in via di sviluppo. 
Nel 1985 acquisì la Hongkong Electric Holdings Limited.

### Vendita al dettaglio
Una sussidiaria di CK Hutchison, AS Watson Group (ASW), è un operatore di vendita al dettaglio con oltre 15.000 negozi. Il suo portafoglio comprende marchi di vendita al dettaglio in Europa come Superdrug (Regno Unito), Marionnaud (Francia), Kruidvat (paesi del Benelux) e in Asia, tra cui il negozio di articoli di salute e bellezza Watson's store e wine cantine et al., supermercati PARKnSHOP (e marchi spin-off), e negozi di elettrodomestici Fortress. ASW produce e distribuisce anche prodotti per l'acqua e bevande nella regione.

### Commercio di asset
Il gruppo CK Hutchison ha adottato questa strategia: costruisce nuove attività e le vende quando potrebbe essere creato valore per gli azionisti. Enormi profitti sono stati così ottenuti nella vendita della sua partecipazione in Orange al Gruppo Mannesmann nel 1999, realizzando un profitto di 15,12 miliardi di dollari. Nel 2006 Li ha venduto il 20% delle attività portuali di Hutchison alla rivale di Singapore PSA Corp., realizzando un profitto di 3,12 miliardi di dollari sulla base di un accordo di 4 miliardi di dollari. 
La controllata del gruppo Hutchison Telecommunications ha venduto una partecipazione di controllo del 67% in Hutchison Essar, una joint venture operatore mobile in India, a Vodafone per 11,1 miliardi di dollari.

### Internet e tecnologia
Li ha anche fatto un'incursione nel settore della tecnologia con la sua società di investimento e capitale di rischio Horizons Ventures,  destinata a sostenere nuove società di avvio di Internet e tecnologia. Ha acquistato una partecipazione in double Twist. L'altra sua azienda, la Li Ka Shing Foundation, ha acquistato una quota dello 0,8% nel sito di social networking Facebook per $ 120 milioni in due round separati, e ha investito circa $ 50 milioni nel servizio di streaming musicale Spotify. Tra la fine del 2009 e l'inizio del 2010, Li Ka-shing ha effettuato un finanziamento da 15,5 milioni di dollari per Siri Inc. 

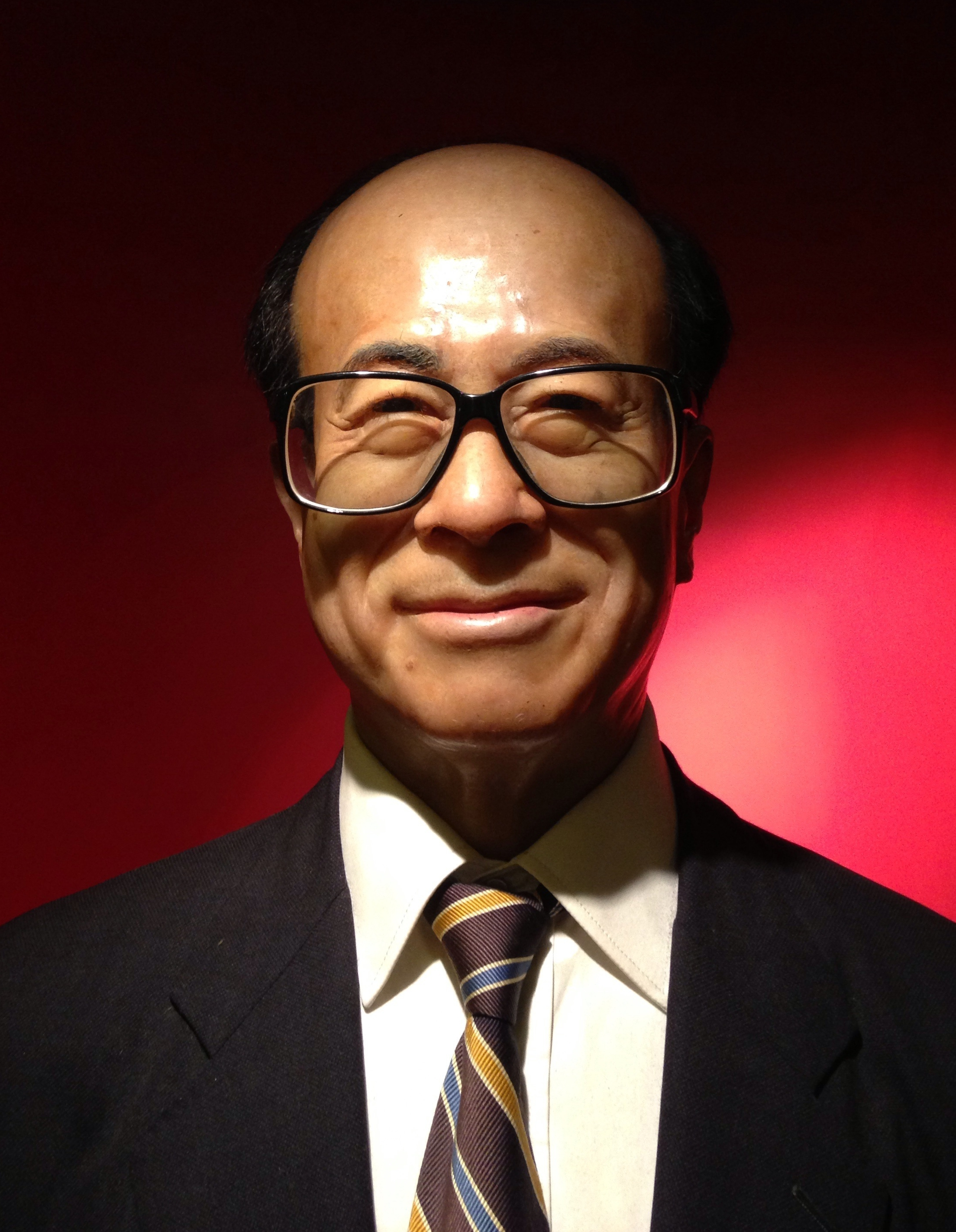
Statua di cera di Li Ka-Shing alla stazione Garden Road (Peak Tram) di Hong Kong

Nel 2011, Horizons Ventures ha investito in Summly, un'app per riepilogare siti web. In particolare, l'investimento ha reso Nick D'Aloisio, il fondatore di Summly, la persona più giovane al mondo a ricevere un investimento a soli quindici anni. Nel 2012, Horizons Ventures ha investito 2,3 milioni di dollari in Wibbitz, una società che fornisce una tecnologia text-to-video in grado di convertire automaticamente qualsiasi articolo pubblicato o feed sul Web in un video in pochi secondi. Nell'agosto 2012, Li ha acquisito una partecipazione in Ginger Software Incorporated. Nel 2013, Horizons Ventures ha investito nella società di pagamento Bitcoin BitPay. 
Nel febbraio 2015, Horizons Ventures ha partecipato a un round di finanziamento da 30 milioni di dollari in Zoom Video Communications. Nel corso dell'anno, Li ha partecipato a un round da 108 milioni di dollari in Impossible Foods. Nel 2016, ha continuato a investire in società tecnologiche come nel caso di Blockstream, il leader nelle tecnologie legate alla blockchain. e ha anche investito in un fondo di incubazione di startup Expa, che lavora con i fondatori per costruire nuove imprese. 
Nel settembre 2017, Li ha collaborato con Jack Ma di Alibaba per portare AlipayHK , un servizio di portafoglio digitale a Hong Kong . 

### Ritiro
Dopo quasi 70 anni al vertice di CK Hutchison Holdings e CK Asset Holdings, Li ha annunciato il suo ritiro il 16 marzo 2018 e la decisione di passare il suo "impero" da 100 miliardi di dollari a suo figlio, Victor Li. È comunque ancora coinvolto come consulente senior.

## Vita privata
È vedovo con due figli, entrambi cittadini canadesi. La morte della moglie, Chong Yuet Ming (1993-1990), (era sua prima cugina, sposata nel 1962),  è avvolta nel mistero: il referto ufficiale parla di problemi cardiaci avvenuti il giorno di Capodanno del 1990, ma si parla anche di suicidio a causa di una sospetta overdose di droga o addirittura di omicidio. Nel gennaio 2006, banditi provenienti dalla Cina continentale tentarono di rubare i resti della moglie di Lee da una tomba in un cimitero buddista sulla costa orientale dell'isola di Hong Kong per chiedere un riscatto, ma il loro piano fu sventato.
Il figlio Victor fu rapito nel 1996 da un gangster locale, Cheung Tze-keung (alias "Big Spender"). Li Ka-shing pagò un riscatto di 1 miliardo di dollari di Hong Kong direttamente a Cheung, che si recò a casa sua.  Una denuncia non è mai stata presentata alla polizia di Hong Kong. Invece il caso è stato perseguito dalle autorità della terraferma, portando all'esecuzione di Cheung nel 1998, un risultato non possibile secondo la legge di Hong Kong.           .

## Filantropia

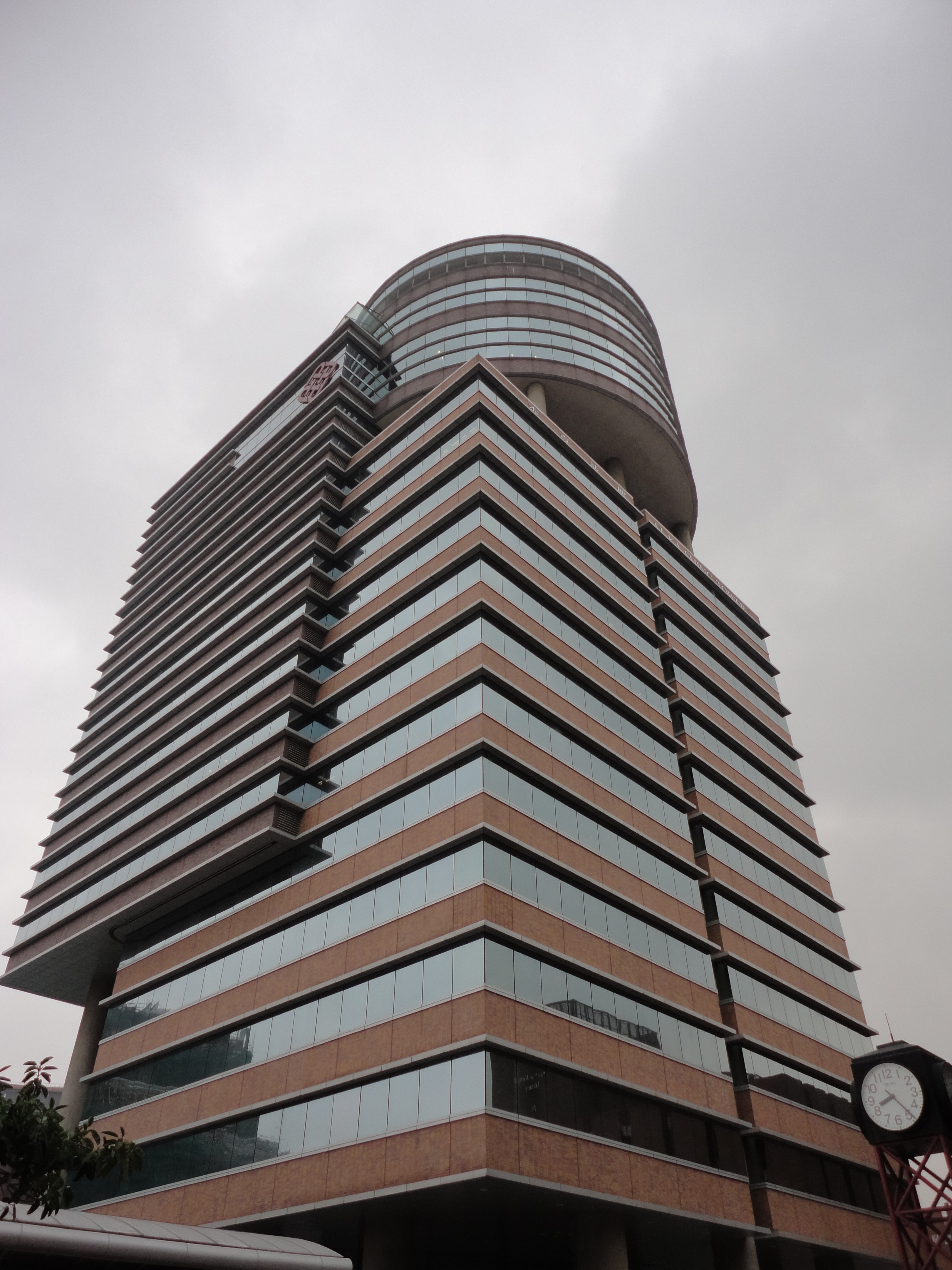
Torre Li Ka Shing del Politecnico di Hong Kong

La Fondazione Li Ka Shing è stata istituita nel 1980 con un focus sull'istruzione, i servizi medici e le iniziative di ricerca. Ad oggi, Li Ka-shing ha investito oltre 30 miliardi di dollari di Hong Kong in progetti che coprono l'istruzione, i servizi medici, la beneficenza e i programmi contro la povertà, con circa l'80% dei progetti nella Cina continentale e a Hong Kong.
- 1981 - La donazione di Li nel 1981 ha portato alla fondazione dell'Università di Shantou (STU) e dello Shantou University Medical College, vicino alla sua città natale di Chaozhou. Li ha stanziato sovvenzioni e contributi per oltre 12 miliardi di dollari di Hong Kong per sviluppare la STU.
- 2001 - La nuova torre dell'Università Politecnica di Hong Kong è stata intitolata a Li, a seguito di una donazione di 100 milioni di dollari di Hong Kong all'università.
- 2002 - Donò 11,5 milioni di dollari statunitensi all'Università di Singapore per la creazione di una grande biblioteca. I dirigenti dell'università lo ringraziarono intitolandogli la struttura.
- 2004 - Donò 3 milioni di dollari statunitensi alle vittime del maremoto dell'Oceano Indiano.
- 2005 - Donò l'equivalente di 128 milioni di dollari alla facoltà di medicina dell'Università di Hong Kong.
- 2007 - Donò altri 100 milioni di dollari statunitensi all'Università di Singapore.
- 2013 - Ha concesso 130 milioni di dollari per istituire il Guangdong Technion – Israel Institute of Technology nella provincia del Guangdong come joint venture tra il Technion–Israel Institute of Technology e l'Università di Shantou.

## Premi e riconoscimenti
- Cavaliere Commendatore dell'Ordine dell'Impero Britannico (KBE) (2000)[19]
- Commandeur de la Légion d'honneur[20]